# Real Maestranza de Caballería de Granada

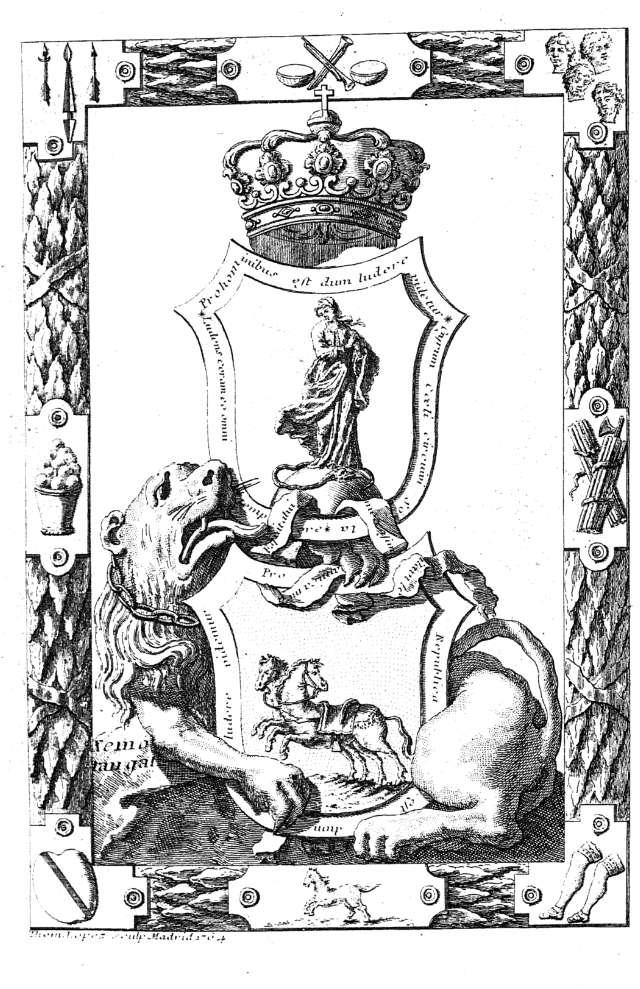
Título: Escudo de la Real Maestranza de Caballería de Granada. Anteportada de los Estatutos y ordenanzas de la Real Maestranza de la ciudad de Granada. Granada ANT-XVIII-368.

La Real Maestranza de Caballería de Granada es una de las Reales Maestranzas de Caballería de España. Institución de caballería creada el 12 de enero de 1686, bajo la protección de la Inmaculada Concepción, con la advocación de Nuestra Señora del Triunfo de la Inmaculada, patrona de la ciudad de Granada. El rey Carlos III aprobó sus ordenanzas en 1764. Desde el año 1992 se rige por un reglamento. 

## Historia
En 1741, el rey Felipe V confirmó que tuviese por hermano mayor a su hijo, el infante Felipe de Borbón, posteriormente han sido hermanos mayores el infante Gabriel de Borbón, el infante Carlos María Isidro de Borbón, la reina regente María Cristina de Borbón, y sucesivamente los monarcas Isabel II, Alfonso XII y Alfonso XIII, así como Juan de Borbón y Battenberg, conde de Barcelona y el rey Juan Carlos I. La dirección efectiva del Cuerpo recae en un teniente de hermano mayor nombrado por el hermano mayor y elegido por los caballeros maestrantes.
La Junta Rectora está formada por el teniente hermano mayor, un maestro fiscal que califica las pruebas de nobleza de los que aspiran a formar parte, auxiliado por los diputados que hacen de fiscal. Está formado también por un secretario, tesorero o habilitador, un archivero, un portero, comisarios de la plaza y de clarines, y de varios capellanes.
Su escudo está formado por dos caballos enfrentados y pertrechados en acción de correr unidos, todo en campo de oro. Tiene como lema Pro republica est tud ludere videmur, está puesto sobre dos lanzas en aspa y orlado de instrumentos propios de la Maestranza. 
El uniforme se compone de pantalón y casaca azules, con vueltas y cuello de paño blanco, galoneado; espada con empuñadura de plata y sombrero galoneado con plumero blanco.
Por Real Decreto de 13 de enero de 1916 se crea el brazo de Damas de la Real Maestranza de Caballería de Granada, la primera en inscribirse fue la marquesa de Caicedo y de los Ogíjares el 17 de junio de 1916. 
Las personas de la familia real que aceptaron el nombramiento de damas, fueron las reinas de España,  Victoria Eugenia de Battenberg y Sofía de Grecia, así como la condesa de Barcelona, María de las Mercedes de Borbón-Dos Sicilias, la infanta María de la Esperanza, las infantas Elena y Cristina. Así como María del Pilar y Margarita, y en la etapa más reciente la reina Letizia.
En el año 1945 estaba integrado por 94 caballeros y 50 damas.

## Junta Rectora de 1945
- Hermano Mayor, Juan de Borbón y Battenberg, conde de Barcelona
- Teniente Hermano Mayor,	marqués de Cartagena.
- Maestro Fiscal,	Serafín López-Cuervo de Ceballos y Henríquez de Luna
- Diputado Primero, Fernando Pérez del Pulgar y Campos
- Diputado Segundo, Ramón Conteras y Pérez de Herrasti
- Secretario	, marqués de las Torres de Orán
- Maestro de Ceremonias, Manuel Martínez-Carrasco y Reyes
- Archivero, Luis de Andrada-Vanderwilde y Barraute
- Portero, José Conteras y González de Anleo
- Comisario de la Plaza, Joaquín Dávila-Ponce de León y Valverde
- Comisario de Clarines, Joaquín de Andrada-Vanderwilde y Barraute
- Señores Capellanes	Ramón María Allendesalazar y Berna SJ y D. Manuel Hurtado y García
- Caballeros Maestrantes Honorarios
- Comisión Delegada en Madrid

	* Presidente	marqués de Albayda
	* Vocales	marqués de Oquendo
			marqués de Bendaña

## Árboles genealógicos de parentescos
- Afán de Ribera y Montero de Miranda.
- Moctezuma y Aguilera-Orense.
- Almansa y Gámiz.
- Álvarez de las Asturias Bohorques.
- Pacheco de Padilla, Altamirano, Recio-Chacón, García Callejón y Ruiz Berriz de Torres.
- Verdugo, Álvarez de Bohorques, Montalvo, Abreu y Cotoner.
- Pérez de Vargas y Andrada-Vanderwilde.
- Carvajal y Aranda.
- Baillo.
- Muñoz, Bernaldo de Quirós, Borbón y Méndez de Vigo.
- Cañaveral, Ponce de León, Cañas, Ruiz de Molina, López de Mendoza y Medinilla.
- Carvajal y Ulloa.
- Castillejo, Rubio, Márquez, Trillo-Figueroa, Adán, Robles, Tortolero y Torre-Marín.
- Coello de Portugal y Torres Cabrera.
- Contreras, San Martín y Uribe.
- Rúspoli.
- Chico de Guzmán.
- Dávida, Ponce de León, Del Rosal, Durán, Eizmendi y Benito de Blanes.
- Torres Ponce de León, Díez de Rivera y Guerrero de Torres.
- Escobedo.
- Fernández de Córdova y de la Puerta.
- Fuentes, Fonseca y Nicuesa.
- Fontes y Aguado.
- Güemes, Armada y Comyn.
- Heredia, Liñán, Roza y Manso.
- Herrera, Fernández de Liencres, Arista y Nestares.
- Ruiz Berriz de Torres, López de Mendoza, Padilla-Pacheco y Sotomayor.
- Maldonado, Muñoz de Salazar, Allendesalazar y Landecho.
- Martínez-Carrasco y Vázquez Zafra.
- Montalvo, Maza y Dávila.
- Medrano, Treviño, Barreda y Corchado.
- Beltrán de Caicedo, Messia de la Cerda y Prado.
- Mora, González Torres de Navarra.
- Narváez, Campos, Henríquez de Luna, Porcel, Andaya y López-Cuervo.
- Osorio-Calvache, Arias de Morales, Montenegro y Fernández del Pino.
- Pérez de Barradas, Granada Venegas y Guiral.
- Pérez de Herrasti, Robels y Yanguas.
- Pérez del Pulgar.
- Piñeyro.
- Ponce de León, Moreno, Castro y De Montes.
- Porcel, Aguirre, Corvera, Uriarte y Fernández Zapata.
- Queipo de Llano.
- Ramírez Tello, Toledo y Gómez de las Cortinas.
- Sánchez de Teruel, Villalva, Godoy y Ansoti.
- Quesada, Sanchiz, Zulueta y Brena.
- Torres Ponce de León y Santa Olalla.
- Serrano, Luque y Zejalbo.
- Suárez de Toledo, Valderrama y Busto.
- Sweertz, Campos, Mantilla de los Ríos y Fernández de Bobadilla.
- Tabares, Campos, Nicuesa, Fernández de Bobadilla, Arizcun y Martos.
- Cáceres, Ulloa y Orozco.
- Carvajal, Ayala, Sequera, Enríquez y Valenzuela.
- Varona de Alarcón, Dávila, Velázquez, Tamayo, Bilbao y Castillejo.
- Velluti, Tavira, López de Ayala y Adán de Yarza.
- Vereterra, peón, Duque de Estrada y Colmenares.
- Villarreal y Fernández de Prada.
- Palacio, Zafra, Enciso, Fernández Tejeiro, Corvera y Godoy
- Zarate, Mora y Muñoz Cobo